# Gerard de Rooy

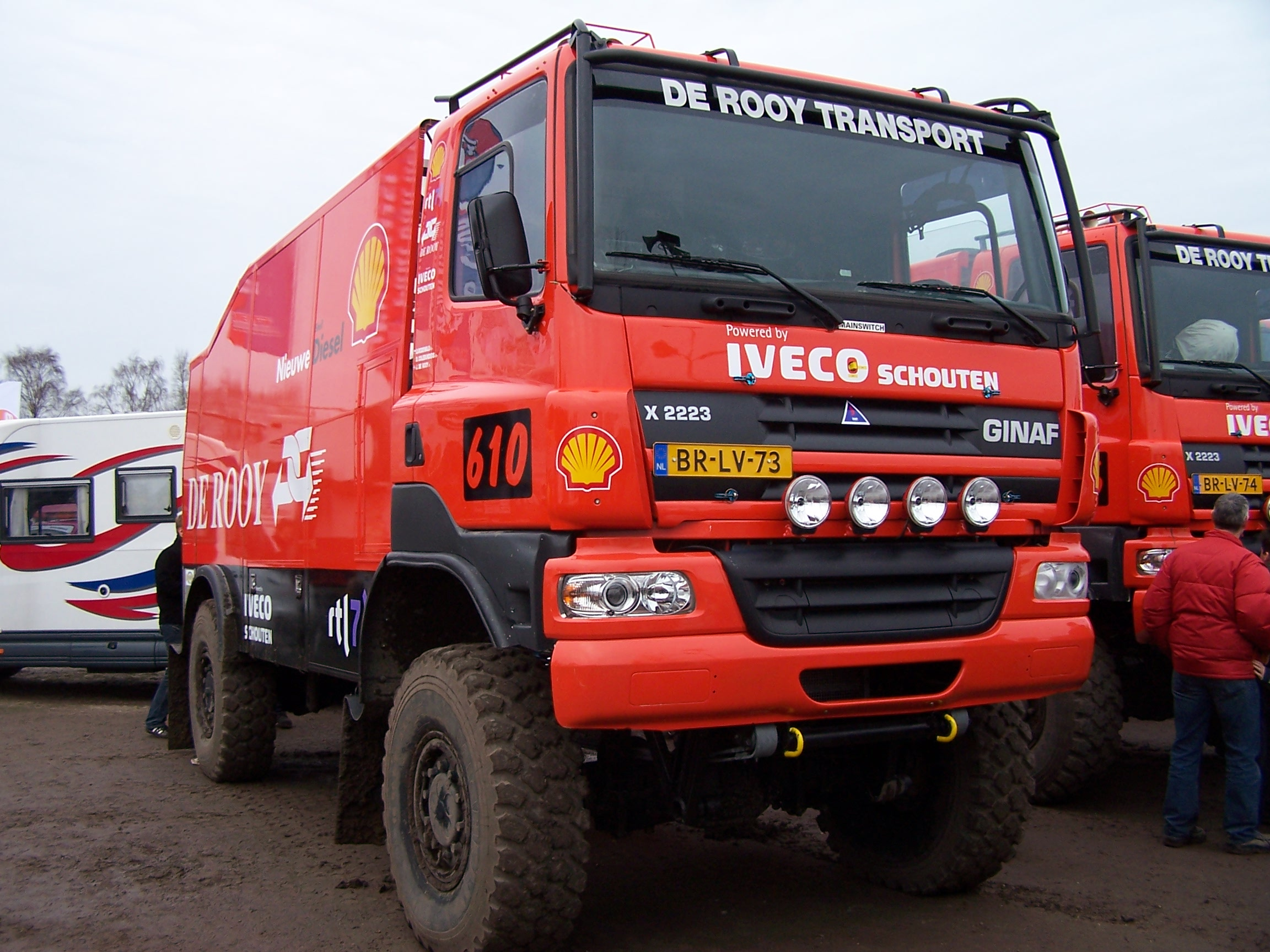
Gerard de Rooys Ginaf X2223

Gerard de Rooy (* 21. Juni 1980 in Eindhoven) ist ein niederländischer Marathonrallyefahrer und Leiter des Transportunternehmens de Rooy. Sein 2024 gestorbener Vater ist der ehemalige Rallycross-Fahrer und spätere Rallye-Dakar-Sieger Jan de Rooy.
13 Jahre nach dem Unfall, bei dem ein Teamkollege seines Vaters, Kees van Loevezijn, tödlich verunglückte, und sich Jan danach aus dem Rennsport zurückzog, überzeugte Gerard seinen Vater davon, wieder mit dem Rennsport zu beginnen. Seit 2002 nahm Jan zusammen mit seinem Sohn erneut an der Rallye Dakar teil. Zunächst starteten beide auf einen DAF CF 85 bei der „Dakar“ und beendeten sie auf dem sechsten Platz.
Ab dem darauffolgenden Jahr fuhren sie getrennt. Gerard startete auf einem eigenen Truck, einem DAF CF 75. Bei seiner ersten Teilnahme fiel er allerdings aus. 2004 kam er überraschend auf das Podium, indem er es auf den dritten Platz schaffte. 2005 wurde er „nur“ Fünfter, konnte aber seinen Vater Jan schlagen, der einen Platz hinter ihm das Ziel erreichte. Die de Rooys reisten 2006 als Favoriten zum Start der Rallye nach Lissabon, allerdings erlitt das Team einen schweren Rückschlag, da es Probleme mit der FIA-Homologation ihrer DAF-Trucks gab. Zuvor wurde das Reglement geändert, ihre Trucks aber nicht an das neue Reglement angepasst.
Die de Rooys setzten ab diesem Zeitpunkt auf Trucks der Marke Ginaf. Gerard de Rooy konnte die Rallye Dakar 2007, ebenso wie Jan, nicht beenden. Die Rallye Dakar 2008 musste wegen Terrordrohungen abgesagt werden. Stattdessen nahm er auf einem Iveco Trakker an der Transsyberia Rallye, die von Sankt Petersburg über Astana nach Peking führt, teil. Er konnte das Ziel aber nicht erreichen.
Gerard de Rooy nahm an der Rallye Dakar 2009 in Südamerika teil, dieses Mal als einziger Fahrer der Familie de Rooy. Er lieferte sich einen harten Wettstreit mit den Werks-KAMAZ von Tschagin und Kabirow, musste sich ihnen letztendlich aber geschlagen geben. Am Ende wurde er nach fünf Jahren erneut Dritter und konnte dabei drei Tagessiege erzielen.
Bei der Rallye Dakar 2012 gewann er schließlich die Truckwertung. Im Jahr 2013 gewann Gerard de Rooy auf der Baja Deutschland in der Klasse der LKW über 7,5 Tonnen und war gleichzeitig Schnellster über alle Klassen.
Beim Africa Eco Race wurde er 2018 mit Darek Rodewald und Moisès Torrallardona Gesamtsieger in der LKW-Klasse.